# Bérigny
Bérigny ist eine französische Gemeinde mit 442 Einwohnern (Stand: 1. Januar 2022) im Département Manche in der Region Normandie. Die Gemeinde gehört zum Kanton Pont-Hébert im Arrondissement Saint-Lô. Die Einwohner werden Bérignais genannt.

## Geographie
Bérigny liegt etwa elf Kilometer ostnordöstlich von Saint-Lô. Umgeben wird Bérigny von den Nachbargemeinden Montfiquet im Norden und Nordosten, Litteau im Osten und Nordosten, La Bazoque im Osten, Saint-Germain-d’Elle im Süden und Südosten, Notre-Dame-d’Elle im Süden, Saint-Jean-des-Baisants im Südwesten, Saint-Pierre-de-Semilly im Westen und Südwesten sowie Saint-Georges-d’Elle im Westen und Nordwesten.

## Einwohnerentwicklung
| 1962 | 1968 | 1975 | 1982 | 1990 | 1999 | 2006 | 2018 |
| 386  | 372  | 314  | 340  | 359  | 367  | 363  | 429  |

## Kultur und Sehenswürdigkeiten
- Kirche Saint-Gildard
- Schloss Saint-Quentin-d'Elle
- Kapelle Saint-Quentin-d'Elle aus dem 13./14. Jahrhundert, Monument historique seit 1993

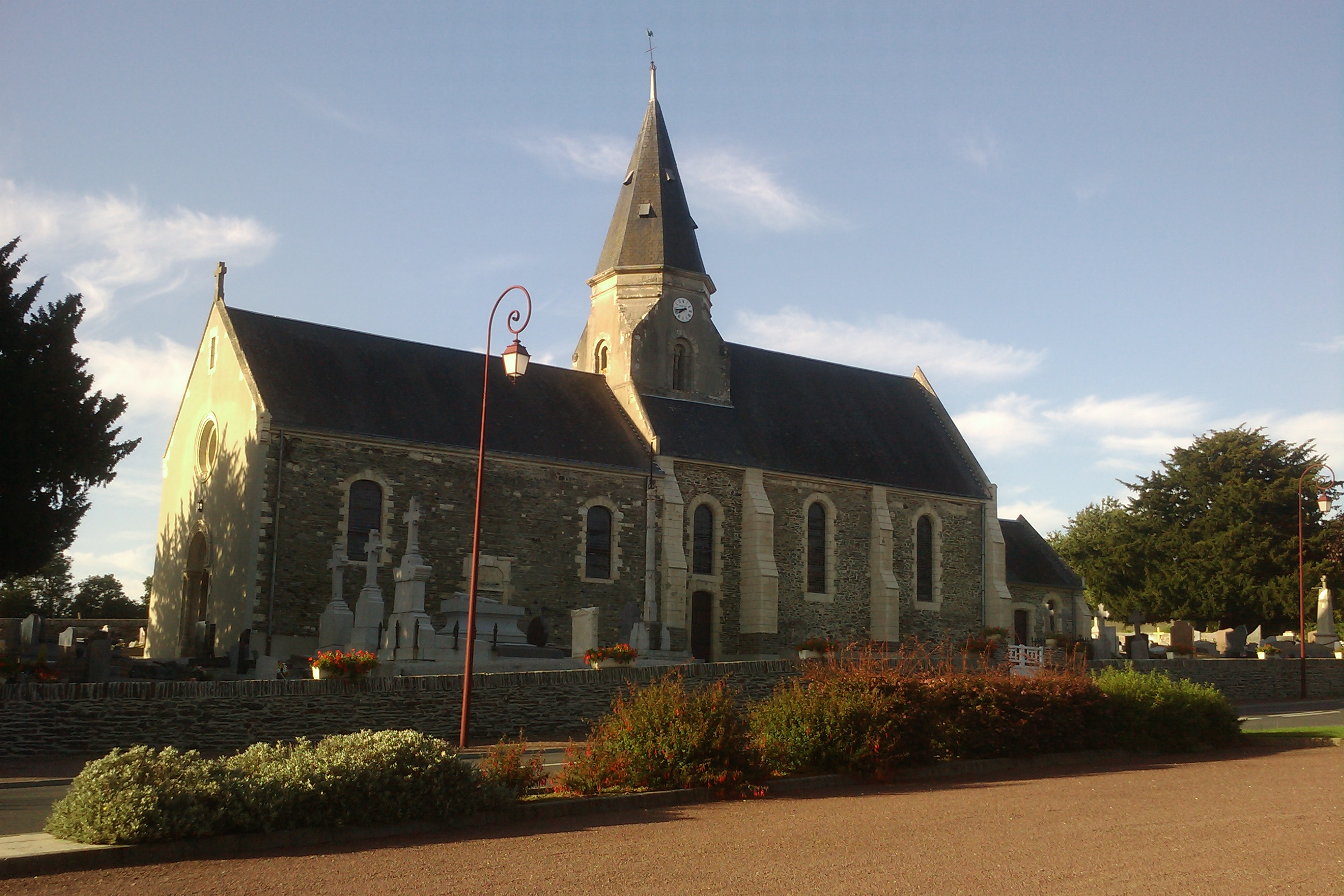
Kirche Saint-Gildard
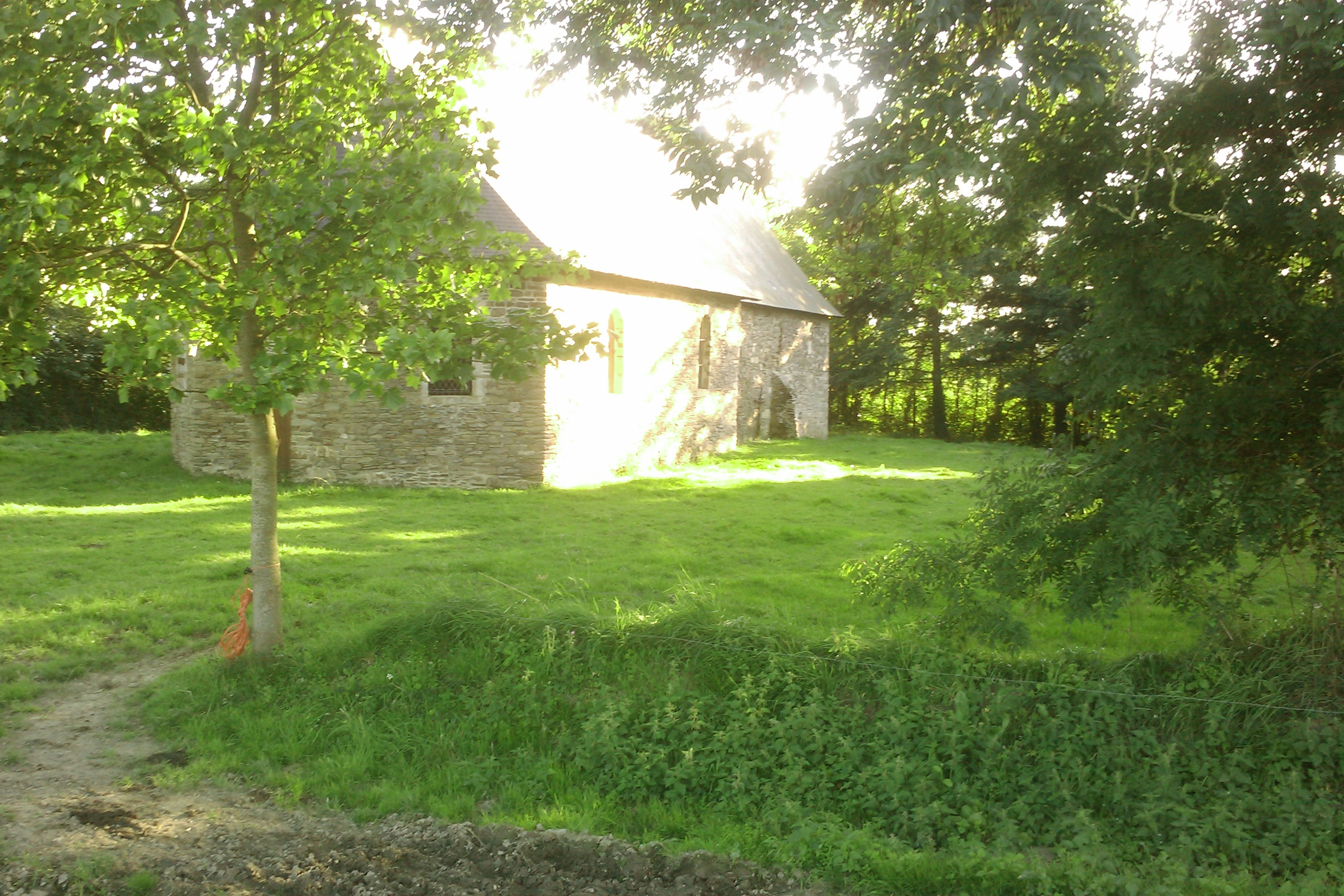
Kapelle Saint-Quentin
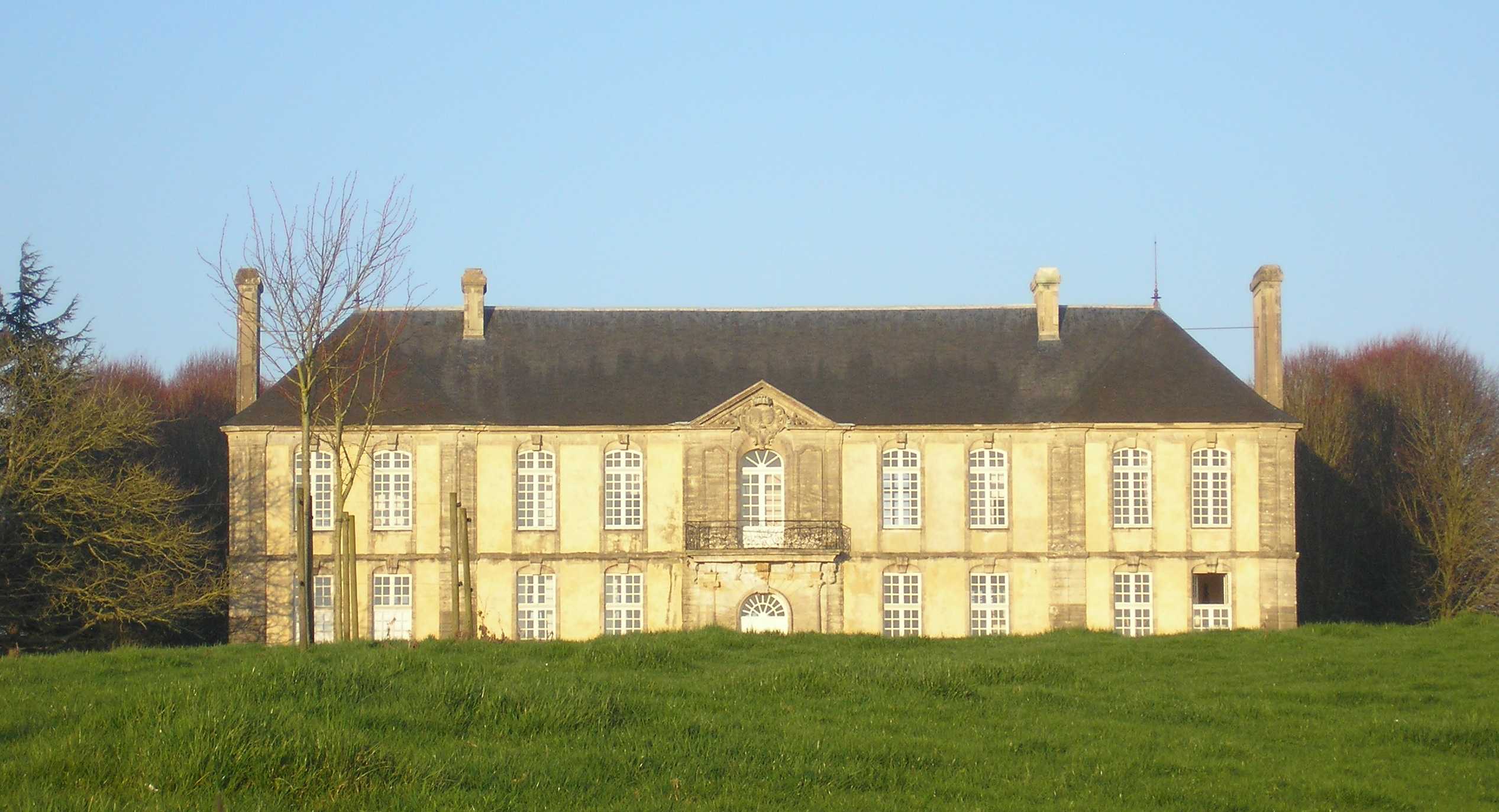
Schloss Saint-Quentin-d'Elle